# Ga Osan
Ga Osan (Tiếng Hàn: 오산역, Hanja: 烏山驛) là ga đường sắt trên Tuyến Gyeongbu ở Osan-dong, Osan-si, Gyeonggi-do. Một số chuyến tàu Mugunghwa và tất cả các chuyến tàu trên Tàu điện ngầm vùng thủ đô Seoul tuyến 1 dừng tại ga này.

## Bố trí ga
| ↑ Đại học Osan | ↑ Đại học Osan | ↑ Suwon      | ↑ Suwon      | ↑ Suwon      |         |         |
| ８７           | \|             | \|           | \| ４３      | \|           | \|      |         |
|                |                | Seojeongni ↓ | Seojeongni ↓ | Seojeongni ↓ | Jinwi ↓ | Jinwi ↓ |

| 1·2 | ● Tuyến 1      | Địa phương·Tốc hành A·Tốc hành B | → Hướng đi Pyeongtaek · Cheonan · Sinchang →         |
| 3·4 | Tuyến Gyeongbu | Mugunghwa-ho                     | → Hướng đi Jecheon · Yeosu–EXPO · Busan →            |
| 5·6 | Tuyến Gyeongbu | Mugunghwa-ho                     | ← Hướng đi Yeongdeungpo · Yongsan · Seoul            |
| 7·8 | ● Tuyến 1      | Địa phương·Tốc hành A·Tốc hành B | ← Hướng đi Seoul · Cheongnyangni · Đại học Kwangwoon |